# Христианские мученики в Колизее
«Христиа́нские му́ченики в Колизе́е» — крупноформатная картина русского художника Константина Флавицкого (1830—1866), оконченная в 1862 году. Она является частью собрания Государственного Русского музея в Санкт-Петербурге (инв. Ж-5688). Размер картины — 385 × 539 см.
Полотно было завершено Флавицким в Италии, в последний год его пенсионерской поездки за границу (1855—1862). После его возвращения в Россию картина экспонировалась на Академической выставке 1863 года. За неё Академия художеств присвоила Флавицкому звание почётного вольного общника.
Сюжет этого произведения связан с ранней историей христианства, а основной идеей было прославление героизма во имя веры и убеждений. Современниками и более поздними исследователями творчества Флавицкого отмечалось значительное влияние на эту картину произведений Карла Брюллова и в первую очередь его эпического полотна «Последний день Помпеи».

## Сюжет и описание
Сюжет картины связан с гонениями на ранних последователей христианства, которые происходили в Римской империи начиная со второй половины I века нашей эры. Особой жестокостью было отмечено время правления императора Нерона (54—68 годы нашей эры). Римский Колизей был построен позже — в 72—80 годах. Существовало предание, что именно на арене Колизея, который мог вместить до 87 тысяч зрителей, христиан отдавали на растерзание диким зверям. По некоторым источникам, такие казни происходили в Колизее во время правления императора Траяна (98—117 годы), начиная с казни Игнатия Антиохийского в 107 году.
Основная идея работы Флавицкого — прославление героизма во имя веры. Художник изобразил подземелье у арены Колизея, в котором ожидают неминуемой смерти христиане, среди которых есть старики, женщины и дети. В левой части выделяются образы двух рабов-стражников: один из них открывает массивную дверь темницы, а другой с насмешливо-издевательским видом зовёт мучеников на ярко освещённую солнцем арену Колизея, у другого края которой видны львы. Мужчина с высоко поднятым крестом ведёт за собой на арену мальчика, который, обернувшись, протягивает руку к лежащей на земле женщине с младенцем, в отчаянии пытающейся их остановить. Рядом — две дочери, прижавшиеся к своей матери. В правой части картины изображён слепой старик, покорно идущий в сторону света, исходящего от открытой двери. За ним — в испуге прильнувшие друг к другу молодые супруги. Несколько римских солдат пытаются подтолкнуть к выходу прощающихся друг с другом христиан.
Искусствовед Татьяна Горина, исследовавшая творчество Флавицкого, пишет об определённой двойственности картины, которая, с одной стороны, имеет «традиционный академический сюжет», а с другой — озвучивает «романтическую тему борьбы за свободу убеждений и чувств». В целом соглашаясь с этим утверждением, искусствовед Алла Верещагина дополняет его своей интерпретацией возможного отношения автора картины к теме христианских мучеников и, в частности, смысла, вложенного в фигуры основных персонажей. Она считает, что в тот период симпатии Флавицкого были не на стороне Римской католической церкви, а на стороне Гарибальди и других современных ему представителей национально-освободительного движения. Поэтому центральный персонаж картины — мужчина, ведущий мальчика на арену, — по её мнению, мог нести в себе не положительно-героический смысл «проповедника с крестом в руках», а наоборот, отрицательный смысл грубого и безжалостного пособника палачей, который «торопит несчастных людей и, выхватив чей-то крест, размахивая им, вытаскивает приговорённых к смерти на арену».
Отмечалась связь композиции картины и ряда её деталей с полотном Карла Брюллова «Последний день Помпеи». И там, и там сюжет связан с трагическими событиями истории, у Брюллова обусловленными стихийным бедствием (извержением вулкана), а у Флавицкого — фанатизмом и жестокостью людей. В обоих случаях применяются похожие эффекты освещения — в частности, колорит с использованием ярких контрастных пятен. Наблюдаются также аналогии в расположении и выразительности пластики фигур. Кроме этого, указывалось, что в этой картине можно увидеть следы влияния на Флавицкого его учителя — исторического живописца Фёдора Бруни.

## История
В качестве пенсионера Академии художеств Константин Флавицкий в 1855—1862 годах путешествовал по Европе — он побывал в Берлине, Дрездене и Париже, а затем жил в Риме. Будучи в Италии, он работал над картиной «Последние минуты христиан, осуждённых на съедение хищными зверями», которая впоследствии и стала известна под названием «Христианские мученики в Колизее».
В 1862 году Флавицкий возвратился в Россию, поселившись в Санкт-Петербурге. Его картина «Христианские мученики в Колизее» экспонировалась на Академической выставке 1863 года. В том же году за неё он получил звание почётного вольного общника Академии художеств. Постановление Совета Академии гласило: «благодарить пенсионера Флавицкого за представленную им картину „Последние минуты христиан перед казнью в Колизее“, которая исполнена с особой любовью к искусству, и признать его почётным вольным общником Академии». Тем не менее это было относительно низкой оценкой, так как сам Флавицкий ожидал получить звание академика. Художник Николай Ге, который подружился с Флавицким в Италии, впоследствии вспоминал: «Флавицкий, вернувшийся в Россию годом раньше меня, жаловался мне, что ему, привезшему картину „Христианские мученики в Колизее“, после, кажется, 20-летнего отсутствия значительных работ пенсионеров, не только не дали звания академика, как это всем давали просто за возвращение; ему дали звание почётного вольного общника, и никто не заикнулся о приобретении картины». Далее Ге сообщал, что он попытался разведать через конференц-секретаря Академии художеств, в чём была причина такого отношения к Флавицкому. В результате ему удалось узнать, что в Академии были недовольны тем, что Флавицкий в своей картине слишком походил на Брюллова. «Я первый раз узнал, что быть похожим на Брюллова нехорошо», — писал Ге, но кто именно так думал, он так и не выяснил.
Тем не менее в конце концов полотно всё же было приобретено для музея Академии художеств. На академической выставке 1864 года Флавицкий представил свою картину «Княжна Тараканова», за которую Академия присвоила ему звание профессора (оно было выше, чем звание академика), а в 1866 году скончался от чахотки. Средства, полученные от продажи картины «Христианские мученики в Колизее», были переданы в Академию художеств братьями художника Николаем и Иваном для учреждения стипендии имени Константина Флавицкого.
В 1897 году картина была передана в создаваемый в то время Русский музей императора Александра III (ныне — Государственный Русский музей), где она и находится до сих пор. После открытия музея в 1898 году она была выставлена в Михайловском дворце, в одном зале с уже упомянутой картиной Брюллова «Последний день Помпеи». По воспоминаниям Александра Бенуа, в том же зале находились «Медный змий» и «Смерть Камиллы, сестры Горация» Бруни, «Явление Христа Марии Магдалине после воскресения» Иванова, «Тайная вечеря» Ге, «Осада Пскова» Брюллова, и ещё две-три картины Айвазовского. В настоящее время картина «Христианские мученики в Колизее» выставлена в зале № 21 Михайловского дворца, где, кроме неё, находятся «Фрина на празднике Посейдона в Элевзине» Семирадского и «Смерть Нерона» Смирнова.

## Эскизы
В Государственном Русском музее также находится одноимённый эскиз этой картины (бумага, масло, 18 × 26 см, инв. Ж-1151), переданный туда в 1917 году вместе с собранием Сергея Боткина его вдовой Александрой Боткиной.
Другой одноимённый эскиз этой картины находится в Государственной Третьяковской галерее (холст, масло, 67,5 × 89,8 см, инв. Ж-315). Он был приобретён галереей в 1963 году у И. М. Степаненко.
Ещё один одноимённый эскиз картины «Христианские мученики в Колизее» находится в Рыбинском государственном историко-архитектурном и художественном музее-заповеднике (бумага на холсте, масло, 43 × 61 см, начало 1860-х, инв. Ж-850).
Кроме того, в Пермской государственной художественной галерее хранится эскиз Флавицкого «Христианские мученики в Колизее», или «Христиане в Колизее» (холст, масло, 60 × 80 см, инв. Ж-178). Он был передан в галерею в 1925 году из Государственного музейного фонда Народного комиссариата просвещения РСФСР. В отличие от большого полотна из Русского музея, на этом эскизе христиане находятся не в подземелье, а на арене Колизея.
Эскизы картины «Христианские мученики в Колизее»

## Отзывы и критика
Критик Владимир Стасов писал в своей статье «Академическая выставка 1863 года»: «Кому угодно действовать в старобрюлловском роде (все-таки ещё у нас не сошедшем окончательно со сцены), поди и учись перед огневой разудалой картиной г. Флавицкого: „Христианские мученики в Колизее“. Г-н Флавицкий довольно удачно повторил и обычную радужность Брюллова, и театральные его выражения, и мелодраматическую шумиху, и отсутствие всякого настоящего чувства». Позднее, в своём исследовании «Двадцать пять лет русского искусства», опубликованном в 1882—1883 годах, Стасов отмечал, что в 1850-х, 1860-х и 1870-х годах «выходили от времени до времени на сцену живописцы прежнего направления», из которых «самый значительный, Флавицкий, в своей картине „Христианские мученики в Колизее“ наиболее близко подошёл к Брюллову и его „Помпее“».
Художник Иван Крамской, отдавая должное таланту Флавицкого, об этой картине в целом отзывался отрицательно. В письме к Н. А. Александрову, датированном августом 1877 года, он писал, что «„Христианские мученики“ Флавицкого — картина трескучая и театральная, лишённая всякого самостоятельного отношения к действительности». Называя Флавицкого «талантливым подражателем Брюллова и страстным его поклонником», Крамской отмечал, что «найти новую дорогу помешало ему отчасти время, в которое он воспитывался, и яркость славы Брюллова».
Искусствовед Софья Гольдштейн, обсуждая полотно Флавицкого «Христианские мученики в Колизее», писала, что «идея борьбы во имя убеждений, положенная в основу сюжета этого произведения, интерес к выражению сильных эмоций, к передаче драматической коллизии говорили о задатках нового понимания исторической картины». В то же время она отмечала, что «зависимость от системы школьных навыков и, быть может, ещё более того, — преклонение перед авторитетом Брюллова, влияние которого Флавицкий испытал еще будучи учеником  Академии, не позволили художнику найти новое самостоятельное решение».